# Spiraea xizangensis
Spiraea xizangensis är en rosväxtart som beskrevs av Ling Ti Lu. Spiraea xizangensis ingår i släktet spireor, och familjen rosväxter. Inga underarter finns listade i Catalogue of Life.